# Impatiens arctosepala
Impatiens arctosepala är en balsaminväxtart som beskrevs av Joseph Dalton Hooker. Impatiens arctosepala ingår i släktet balsaminer, och familjen balsaminväxter. Inga underarter finns listade i Catalogue of Life.